# الدستور الروسي 1906
الدستور الروسي في 1906 هو أول دستور في روسيا، والمعروف باسم القوانين الأساسية، صدر في 23 أبريل 1906، عشية افتتاح أول مجلس الدوما في الإمبراطورية الروسية.
الفصل الأول يعرف ويتم الحكم المطلق للإمبراطورية الروسية، بما في ذلك تعالي الإمبراطور على القانون والكنيسة ومجلس الدوما. تنص المادة 4 : «إن السلطة العليا الاستبدادية هي في يد الإمبراطور وعلى كل روسيا. إن الله هو الذي أمر بأن سلطته ينبغي أن تطاع، ليس فقط عن طريق الخوف ولكن من أجل الضمير في حد ذاته.» المادة 9 تنص على أن: «سيادة الإمبراطور توافق على القوانين، وبدون موافقته لا يمكن للقانون ان ياتي إلى حيز الوجود.»
الفصل الثاني يحدد حقوق وواجبات المواطنين في الإمبراطورية الروسية. وتحدد نطاق وسيادة القانون على الرعايا الروس. يؤكد الدستور حقوق الإنسان الأساسية التي يمنحها بيان أكتوبر، ولكن جعلها خاضعة للقانون.
الفصل الثالث هو تنظيم حول القوانين. المادة 42 تنص على: «أن الإمبراطورية الروسية تحكمها قوانين راسخة تم سنها بشكل صحيح».
المادة 44 من هذا الفصل تثبت ذلك: «لا يوجد قانون جديد يمكن أن يكون سن من دون موافقة مجلس الدولة ومجلس دوما الدولة، ولن تكون ملزمة بالقانون من دون موافقة الإمبراطور السيادية.»
كما تنص المادة 45 : «تتطلب الظروف الاستثنائية، عندما لا يكون مجلس الدوما في دوراته، إدخال التدابير يتطلب تشكيلا قانونيا للإجراءات القانونية، ومجلس الوزراء سوف يقدم مثل هذا التدبير مباشرة إلى الإمبراطور. مثل هذا الإجراء لا يمكن، مع ذلك، إدخال أي تغييرات في القوانين الأساسية، أو إلى تنظيم مجلس الدولة أو مجلس دوما الدولة، أو إلى القواعد التي تنظم الانتخابات لعضوية المجلس أو مجلس الدوما. صحة مثل هذا التدبير هو إنهاء ما إذا كان الوزير المسؤول أو رئيس قسم خاص يفشل في إدخال تشريعات مناسبة في مجلس الدوما خلال الشهرين الأولين من دورته عند الاستئناف، أو إذا كان مجلس دوما الدولة أو مجلس الدولة قد رفض سن الاقتراح ليصبح قانونا».
الفصل الرابع يعرف تركيبة ونطاق الأنشطة التي يضطلع بها مجلس الدولة ومجلس الدوما.

## وصلات خارجية
- القوانين الأساسية
- نص دستور 1906